# Desnutrição proteico-calórica
Desnutrição proteico-calórica ou Desnutrição proteico-energética é uma forma de desnutrição caracterizada pelo consumo insuficiente de calorias ou proteínas. Entre os tipos desta doença inclui-se o kwashiorkor (onde é predominante a desnutrição proteica), o marasmo (insuficiência no consumo de calorias) e o kwashiorkor marasmático (insuficiência tanto de proteínas como de calorias). A desnutrição proteico-calórica é relativamente comum à escala mundial, principalmente em crianças, pacientes hospitalizados e idosos, e anualmente é responsável por seis milhões de mortes.

## Causas
Além de alimentação insuficiente ou inadequada, a desnutrição pode ser secundária a outras condições como:
- Doença renal crónica;[4]
- Caquexia em câncer terminal;[5]
- Alcoolismo;
- AIDS;
- Insuficiência cardíaca crônica (ICC);
- Queimaduras amplas;
- Má-absorção intestinal;
- Malária;
- Diarreia prolongada;
- Anorexia.

## Sinais e sintomas
Em maiores de 5 anos os sintomas são:
- Perda de massa muscular,
- Perda de gordura subcutânea,
- Batimento cardíaco lento (bradicardia),
- Respiração alterada (dispneia),
- Dificuldade para manter a temperatura corporal,
- Cicatrização lenta,
- Anemias,
- Cansaço constante,
- Cabelo seco, frágil e esparso,
- Pele seca, fria e áspera,
- Vulnerabilidade a infecções,
- Irritabilidade ou apatia.

Em crianças se somam outros signos:
- Menor desenvolvimento cognitivo;
- Menor crescimento;
- Alteração do metabolismo da gordura (dislipidemia).

## Epidemiologia

Mortes por desnutrição proteico-calórica por milhão de habitantes em 2012
0-0
1-3
4-6
7-13
14-22
23-38
39-65
66-182
183-313
314-923

A desnutrição proteico-calórica afeta principalmente crianças, doentes crônicos e idosos em países subdesenvolvidos. A maioria dos casos de desnutrição ocorrem no Sudeste asiático e África subsahariana.
Em países industrializados pode ser resultado de dietas da moda para perda rápida de peso, da ignorância sobre as necessidades dietéticas das crianças, grávidas e lactantes ou por alergia a alimentos, especialmente intolerância a lactose ou doença celíaca.

## Tratamento
Dieta líquida ou pastosa é melhor tolerada que sólidos. Crianças podem necessitar de hidratação intravenosa durante 24 horas antes de iniciar a alimentação para evitar o agravamento da diarreia. Em casos graves, pode ser necessário o uso de um tubo de alimentação ou a administração parenteral total administrada por via intravenosa. A re-hidratação deve ser lenta e constante, para evitar colocar demasiada carga sobre o coração e evitar anormalidades hidro-eletrolíticas que causam a irregularidades na frequência cardíacas, edema e fraqueza muscular.